# 赤祖父溜池
赤祖父溜池（あかそぶためいけ）は、富山県南砺市川上中にあるため池である。総貯水容量および有効貯水容量は76万立方メートルである。2010年（平成22年）3月25日に農林水産省のため池百選に選定された。

## 概要
赤祖父溜池は砺波平野の南東部に位置し、農地は一級河川小矢部川水系山田川支流の赤祖父川と干谷川による扇状地で400ha水田の灌漑を行っている。平野部では日本で代表的な散居村がある。
標高約1000m級の赤祖父山山麓はブナの原生林となっていて水源かん養保安林となっており赤祖父山のブナ林として林野庁が1995年（平成7年）水源の森百選に選定されている。
過去から旱魃があるたび水争いが絶えず、1926年（大正15年）の旱魃を期に、赤祖父川に堰堤作り1932年（昭和7年）9月「県営赤祖父郷用水補給事業ため池築造工事」が起工された。しかし、第二次世界大戦の影響による労働力の不足などから工事は遅延し、延べ13万5千人を要し、特に堤体の固め作業には女性人夫7,800人が動員され、13年の歳月のすえ、1945年（昭和20年）6月に完成、1997年（平成9年）～2000年（平成12年）にかけて改修工事が行われ、現在に至っている 。

## 赤祖父円筒分水

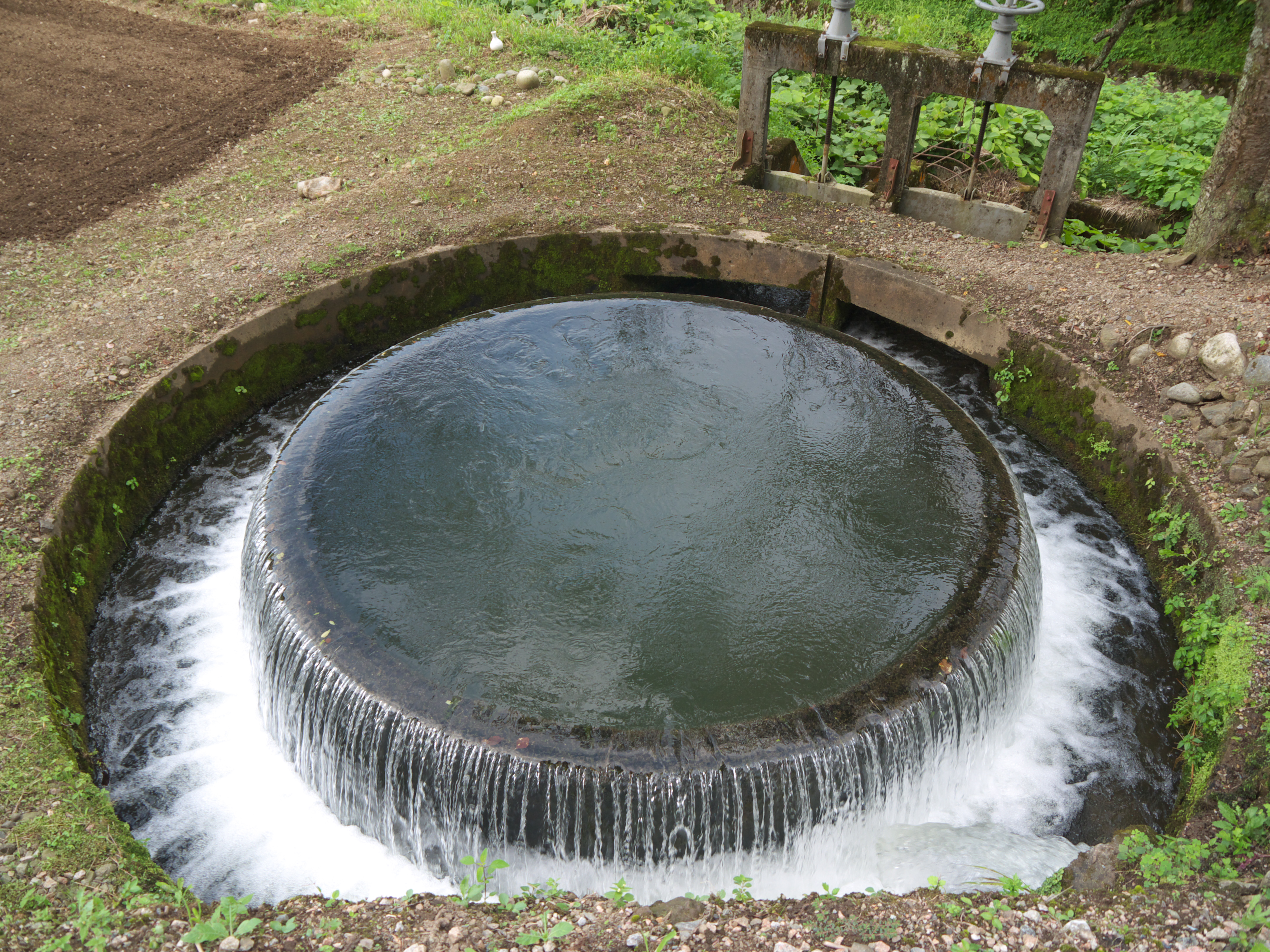
赤祖父溜池円筒分水

地区ごとに一定水量を分けるために遠藤清之輔の設計により、1949年（昭和24年）南砺市川上中に完成した富山県内最古の円筒分水槽である。鉄筋コンクリート造り、富山県内では最小の直径3.4m、面積29平方メートルで、庄川上流用水土地改良区所有。3つの用水に分配され、これにより灌漑に応じた用水配分がされるようになり、長く続いた水争いが解消された。また、防火用水や融雪のための生活用水や地域環境保全用水としても利用されている。2020年（令和2年）4月3日、国の登録有形文化財に登録された。

## 自然
ヘラブナ、コイ、マブナ、ワカサギ、モロコなどの魚類、また、様々な野鳥やニホンカモシカ、ノウサギ、タヌキ等の動物、トンボ、ホタル、カエルなど在来の生物が多数生息している。

## 親水
「ふれあいヘラブナ釣り大会」や「つばきの郷赤祖父夏祭り」の行事が毎年開催され、周辺にはパットゴルフ場、芝生広場、バーベキュー広場、遊歩道も整備されていて。赤祖父溜池は、農業用水を貯める機能のほか、地域の人々の憩いの場としての役割も担っている。

## アクセス

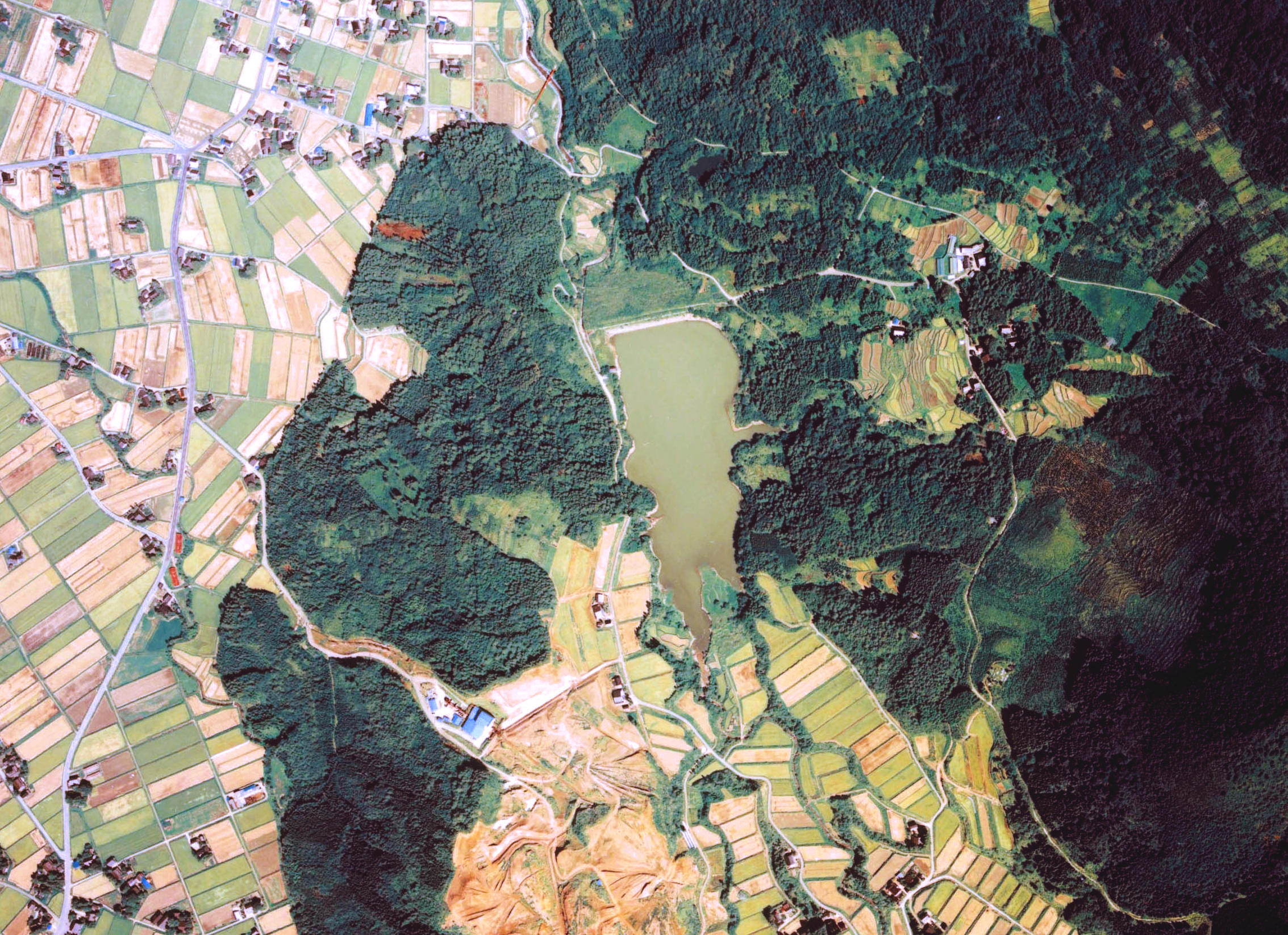
赤祖父溜池周辺の空中写真。1975年撮影。
。

### 道路
- 富山県道284号井波井口城端線もしくは富山県道294号川上中北野線

### 公共交通機関
- JR城端線城端駅から約4.5km。
- JR城端線福野駅より南砺市営バス（なんバス）福野・井波・井口循環線左回りまたは右回りに乗車、「ゆ～ゆうランド花椿」停留所。
- 城端駅より南砺市営バス（なんバス）城端東回り線に乗車、「ゆ～ゆうランド花椿」停留所。